# Healwei (Akkrum)

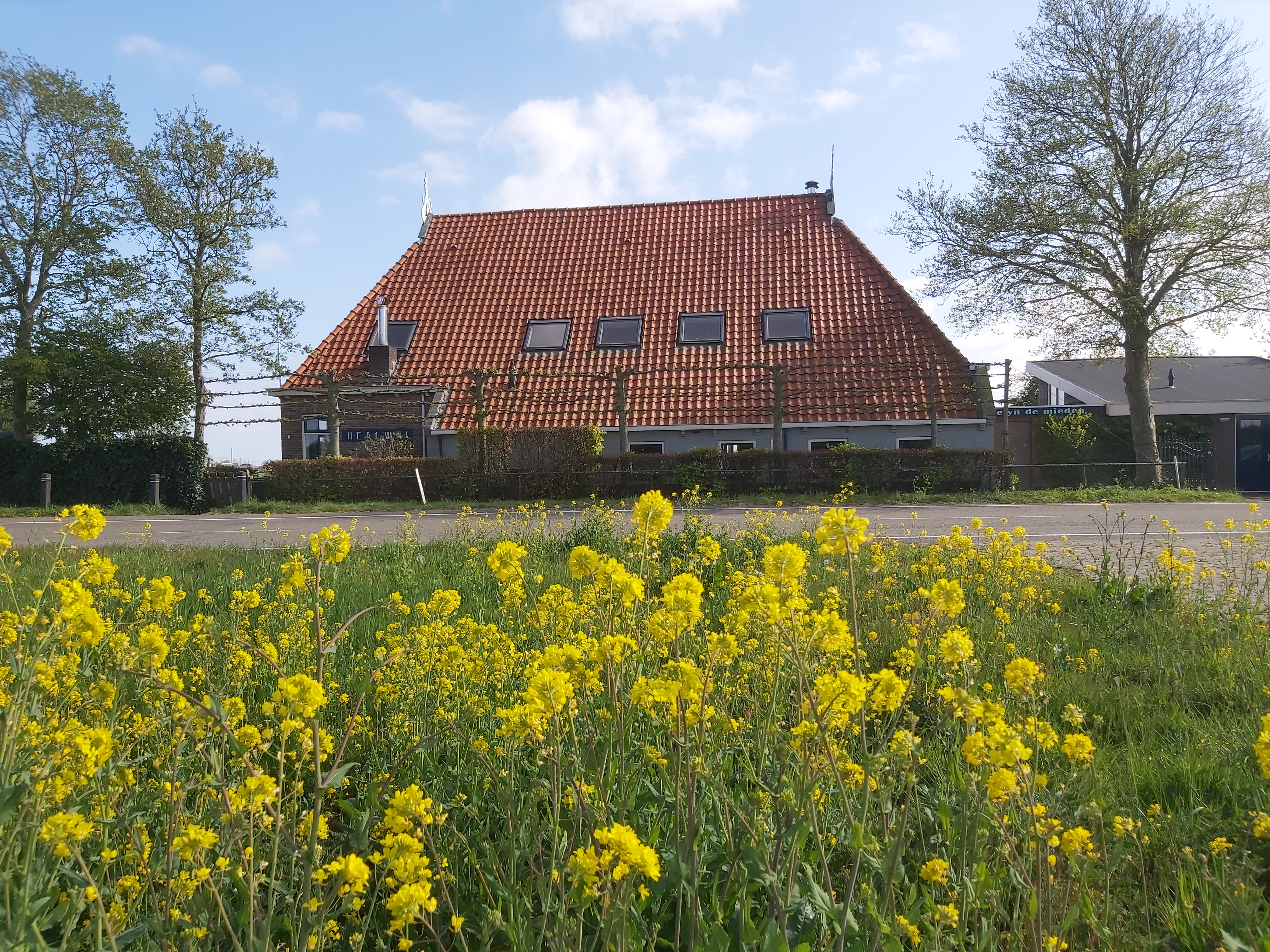
De boerderij Healwei vanaf het fietspad van Akkrum naar Terherne.

Healwei of Halfweg is een boerderij ten noordwesten van Akkrum, in de Friese gemeente Heerenveen. De naam verwijst naar de ligging, 'Healwei de mieden' oftewel in de weilanden, halverwege tussen de boerderijen langs de Overijsselsestraatweg in de buurtschap Meskenwier en de boerderij op de kleiterp Jinshuzen (voorheen Henshuizen).
Sinds de aanleg van een grindweg naar Terherne in de tweede helft van de 19e eeuw is hier een café of koffiehuis uitgebaat met uitspanning voor paarden. In de twintiger jaren van de 20e eeuw eindigde dit en werd het een veehouderij. Het toenmalige pand is in 1930 afgebrand, waarna een nieuwe boerderij is gebouwd. In 1970 werd het agrarische bedrijf beëindigd en nam gitarist Jan Akkerman er zijn intrek. Het pand werd verbouwd tot woonboerderij met geluidsstudio. 
Vanaf 2020 is de boerderij uitgebreid met een gastenverblijf met wellnessvoorzieningen.